# (9760) 1991 PJ13
A (9760) 1991 PJ13 a Naprendszer kisbolygóövében található aszteroida. Henry Holt fedezte fel 1991. augusztus 5-én.